# Машински факултет Универзитета у Источном Сарајеву
Машински факултет у Источном Новом Сарајеву налази се у саставу Универзитета у Источном Сарајеву.

## Историјат
Машински факултет почео је са радом 1958. године као Машински одсјек Техничког факултета у Сарајеву. Тада су у саставу Факултета осим Машинског били Грађевински и Архитектонски одсјек. Године 1961. основан је Машински факултет у Сарајеву, настао издвајањем Машинског одсјека из састава Техничког факултета и припајањем Дрвно-индустријског одсјека Шумарског факултета у Сарајеву. За првог декана Машинског факултета у Сарајеву изабран је професор Драгослав Мирковић. Одлуком Народне скупштине Републике Српске (1992) о издвајању високошколских установа из Универзитета у Сарајеву, Машински факултет у Српском Сарајеву наставио је са радом у Вогошћи под називом: Универзитет у Сарајеву Републике Српске, Машински факултет Српско Сарајево - Вогошћа, на основу чега је уписан у судски регистар Основног суда у Српском Сарајеву бр. И-368/94 од 8. јуна 1994. године. За првог декана Машинског факултета у Српском Сарајеву именован је професор Момир Шаренац.
Године 1996. одлуком Министарства просвјете и културе бр. У-858/96, седиште Факултета је пребачено у Српско Сарајево. Након привременог смештаја на Пале, трајно седиште Факултета је Лукавици, Вука Караџића 30. Већ идуће године, Машински факултет је наставио са радом као организациона јединица Универзитета у Источном Сарајеву. Пуни назив Факултета је: Универзитет у Источном Сарајеву, Машински факултет Источно Сарајево.
Машински факултет организује размјену студената и наставног особља путем учешћа на Еразмус + и CEEPUS програмима.
Факултет активно сарађује са сродним факултетима из земље и региона.
Машински факултет организује међународну научну конференцију „COMETa - Conference on Mechanical Engineering Technologies and Application“.
Настава се организује на три студијска програма на првом и другом циклусу студија. Факултет је препознатљив по својим модерно опремљеним лабораторијама, мултимедијалној сали и центрима за научно-истраживачки рад. Факултет образује квалитетне стручњаке у области машинских наука способне да буду лидери у развоју индустрије региона и шире.

## Управљачка структура
Органи факултета су:
- Декан
- Научно-наставно вијеће

Састав Научно-наставног вијећа дефинисан је Статутом Универзитета, а тренутно су чланови Научно-наставног вијећа Машинског факултета: 16 професора, 6 виших асистената, 1 асистената и 5 студената.
Надлежности Научно-наставног вијећа и Декана факултета дефинисане су Статутом Универзитета.
Декански колегијум чине декан и два продекана и то:
- Продекан за наставу и студентска питања
- Продекан за науку и предузетништво

Правилником о унутрашњој организацији и систематизацији радних мјеста на Универзитету утврђују се број и надлежности продекана.
На нивоу Машинском факултету постоје сљедеће стручне службе:
- декански колегијум
- библиотека
- студентска служба
- рачуноводство

Надлежности стручних служби наведене су у Правилнику о унутрашњој организацији и систематизацији радних мјеста, којим се утврђује унутрашња организација рада Универзитета, систематизација радних мјеста са описом послова који се обављају, посебним условима које запослени треба да испуњавају за обављање послова на радном мјесту, те бројем извршилаца, као и друга питања од значаја за рад и функционисање Универзитета.
Права и обавезе студената регулисана су Статутом Универзитета. Студенти који су примљени и уписани на Универзитет улазе у уговорни однос са Универзитетом. Уговором се утврђују права, обавезе и одговорности студената, услови студирања, права и обавезе Универзитета и организационих јединица према студентима.

### Студентско представничко тело
Студентско представничко тијело Машинског факултета је Студентска организација Машинског факултета Источно Сарајево „Жироскоп“. УСМФ „Жироскоп” је основано 1997. године са циљем окупљања студената Машинског факултета и заступања њихових интереса током школовања.
Удружење тренутно има 75 чланова и пуноправни је члан Удружења машинских инжењерских организација земаља бивше Југославије.
Чланови Удружења могу бити сви студенти Машинског факултета у Источном Сарајеву, наставници и други који изразе слободну вољу да постану чланови, а да је то у складу са интересима Удружења.
Почасни чланови се бирају на Скупштини Удружења.
Дан Факултета је 8. јун.

## Катедре
На Машинском факултету у Источном Сарајеву рад је организован кроз четири катедре.
- Катедра за прмјењену механику
- Катедра за производно машинство
- Катедра за термоенергетику и процесно машинство
- Катедра за машинске конструкције и ИДП

## Смјерови и студијски програми
На Факултету се организује студиј у три циклуса, у складу са Законом. 
На првом циклусу студија постоје следећи смјерови:
- Производно машинство
- Машинске конструкције и развој производа
- Енергетско процесно машинство

На другом циклусу студија у оквиру студијског програма Машинство постоје сљедећи смерови:
- Производно машинство
- Инжењерски  дизајн производа и примијењена механика
- Термоенергетика и процесно машинство

## Декани
- проф. др Момир Шаренац (1994—2007)
- проф. др Александар Буквић (2007—2009)
- проф. др Душан Голубовић (2009—2013)
- проф. др Ранко Антуновић (2013—2018)
- проф.др Милија Краишник (2018-2024)
- проф.др Саша Продановић (2024-    )